# 다니가키 사다카즈
다니가키 사다카즈(일본어: 谷垣 禎一, 1945년 3월 7일 ~ )는 일본의 정치인으로, 자유민주당 소속 중의원이다. 자유민주당 총재와 자유민주당 간사장을 역임했다.
과학기술청 장관, 금융재생위원회 위원장, 국가공안위원회 위원장, 산업재생기구 담당 대신, 재무대신, 자민당 정조회장, 국토교통대신 등을 지냈으며, 보수 정치인 양성 기관인 교토 청년 정치 대학교(きょうと青年政治大学校)의 학장도 지냈다.

## 가계
아버지 다니가키 센이치(谷垣専一)는 문부대신을, 그의 외조부 가게사 사다아키(影佐禎昭)는 일본 제국 육군 중장을 지냈다.

## 같이 보기
- 한일의원연맹

## 역대 선거 결과
|  | 15.9% |

|  | 18.2% |

|  | 17.5% |

|  | 14.0% |

|  | 56.78% |

|  | 63.54% |

|  | 62.88% |

|  | 58.85% |

|  | 46.53% |

|  | 56.50% |

|  | 56.64% |